# Ocampo (Camarines Sur)
Ocampo è una municipalità di seconda classe delle Filippine, situata nella Provincia di Camarines Sur, nella Regione del Bicol.
Ocampo è formata da 25 baranggay:
- Ayugan
- Cabariwan
- Cagmanaba
- Del Rosario
- Gatbo
- Guinaban
- Hanawan
- Hibago
- La Purisima Nuevo
- May-Ogob
- New Moriones
- Old Moriones
- Pinit

- Poblacion Central
- Poblacion East
- Poblacion West
- Salvacion
- San Antonio
- San Francisco
- San Jose Oras
- San Roque Commonal
- San Vicente
- Santa Cruz
- Santo Niño
- Villaflorida